# Chantal Duck
Chantal Duck (5 juli 1966) is een Belgisch voormalig zwemster en triatlete.

## Levensloop
Duck begon haar sportcarrière in het zwemmen. In 1983 werd ze Belgisch kampioene op de 200 meter vrije slag. Ook nam ze deel aan de wereldkampioenschappen van 1986 te Madrid in de onderdelen 400 meter vrije slag en 800 meter vrije slag.
Na haar zwemcarrière richtte ze zich op de triatlon. Op het Europees kampioenschap van 1992 te Lommel werd ze 16e. Op het Belgisch kampioenschap werd ze dat jaar derde. In 1993 werd ze Belgisch kampioene op de halve triatlon. Tevens behaalde ze dat jaar samen met Mieke Suys zilver op de Wereldspelen in Den Haag.
Na haar sportieve carrière werd ze hoofdtrainer en bestuurslid van zwemclub KZK. In maart 2022 werd ze aangesteld als bestuurder bij de Vlaamse Zwemfederatie. Haar zoon Gillian Dewulf is ook actief in het zwemmen. Zo won hij verschillende medailles op de Vlaamse jeugdkampioenschappen.